# Birgitte Boye
Birgitte Cathrine Boye (født 7. marts 1742 i Gentofte, død 17. oktober 1824 i København) var dansk digter.
Hun har skrevet en mængde salmer i den da herskende Klopstocksk-Gellertske smag; det var især hendes salmer, der gav "Guldbergs Salmebog" af 1778 sit præg. Deres blanding af ordpragt og prosaisk fornuft har ikke tiltalt en senere tid; dog findes nogle af dem i nyere salmebøger, således den af Grundtvig omarbejdede bryllupssalme "Du ledte frem, Algodheds Gud".
Hun har også skrevet et par dramaer; i et af dem, "Gorm den Gamle", forekommer sangen om "Rolfs Skattekonge", der med sit omkvæd: "Men Viggo har hævnet sin Konge" blev en af tidens yndlingssange og genstand for mangfoldige efterligninger.
To af hendes sønner af første ægteskab forsøgte sig ligeledes i digtekunsten: Jens Michael Hertz, forfatter til Det befriede Israel, og Christian Hertz, hvem nogle har villet tilskrive forfatterskabet til Gulddaasen.
Hun er begravet i Trinitatis Kirke.